# Küstrin-Kietz
Der Ort Küstrin-Kietz ist der Teil der ehemaligen Festungsstadt Küstrin, heute Kostrzyn nad Odrą, der 1945 nach der Festlegung der deutsch-polnischen Grenze (Oder-Neiße-Grenze) bei Deutschland verblieben ist. Diese Stadtteile bildeten in dem seit 1945 zur Sowjetischen Besatzungszone gehörenden neugebildeten Land Brandenburg unter dem Namen Küstrin-Kietz (von 1954 bis 1991 nur Kietz) eine selbständige Gemeinde. Seit Ende 1997 ist der Ort Teil der Gemeinde Küstriner Vorland im Bundesland Brandenburg.

## Geschichte
→Siehe auch: Die Geschichte von Küstrin vor 1945 und des Küstriner Vorlandes

### Vom 13. bis zum 19. Jahrhundert
Die Stadt Küstrin (bis 1928 Cüstrin geschrieben) wurde 1232 erstmals urkundlich erwähnt. Im 13. Jahrhundert wurde eine slawische Dienstsiedlung (Kietz) für die Burg von Küstrin angelegt. Der Kietz, ursprünglich im Südosten der Altstadt gelegen, wurde im 16. Jahrhundert aus militärischen Gründen auf die linke Oderseite verlegt. 

### Im 20. Jahrhundert
Aus der Dienstsiedlung entwickelte sich das Dorf Kietz, das 1930 in die Stadt Küstrin eingemeindet wurde und gemeinsam mit der westlich davon befindlichen, schon vorher zu Küstrin gehörenden Langen Vorstadt den Ortsteil Küstrin-Kietz bildete.
Die zwischen Oder und Warthe gelegene Küstriner Altstadt mit den bis zum Anfang der 1940er Jahre teilweise erhaltenen Festungsanlagen wurde im Zweiten Weltkrieg bis auf die Grundmauern zerstört und nicht wieder aufgebaut. Das Gebiet gehört, wie der östlich der Warthe gelegene Stadtteil Küstrin-Neustadt, seit 1945 als Kostrzyn zu Polen. Die westlich der Oder gelegenen Stadtteile blieben entsprechend den Bestimmungen des Potsdamer Abkommens im Jahre 1945 bei Deutschland und wurden zu einer selbstständigen Gemeinde. Neben dem bisherigen Ortsteil Küstrin-Kietz (einschließlich Langer Vorstadt, s. o.) gehörten dazu auch der westlich der Oder gelegene Stadtteil Kuhbrückenvorstadt, zu DDR-Zeiten zu Kuhbrücke verkürzt, und die Oderinsel, das zur Altstadt gehörende Gebiet zwischen der Oder und dem Oder-Vorflut-Kanal. 
Die auf der Oderinsel gelegene Artilleriekaserne der deutschen Wehrmacht wurde während der Kämpfe von Februar bis März 1945 schwer beschädigt. Einen Teil der Gebäude setzte die Märkische Bau-Union wenige Jahre nach dem Ende des Zweiten Weltkriegs wieder instand. Von Oktober 1949 bis März 1950 residierte in der Kaserne die 1. VP-Bereitschaft Brandenburg. Dabei handelte es sich nur dem Namen nach um eine Polizeitruppe; den Hauptzweck der Anwesenheit stellte die Artillerieausbildung dar, was jedoch vor der Bevölkerung geheim gehalten werden sollte. Als die Arbeiter des Betriebes Märkische Bau Union die Anlieferung von Artilleriewaffen bemerkten, kam es zu heftigen Protesten der Arbeiter. Noch am selben Tag kam es in einem der Kasernengebäude zu einem Brand im Kohlenkeller, der trotz intensiver Ermittlungen nie aufgeklärt werden konnte. Nach dem Abzug der VP-Einheit bezog eine sowjetische Brückenbau-Pioniereinheit das Areal. Dieses Gebiet war daher bis zu deren Abzug 1991 militärisches Sperrgebiet. Die Brücken über die Oder wurden 1945 für den öffentlichen Verkehr gesperrt.  
Nach Auflösung der Länder in der DDR im Jahre 1952 gehörte die Gemeinde zum Bezirk Frankfurt (Oder). 1954 erhielt der Ort für wenige Monate auf Initiative der Ortsgruppe der SED, unter hauptsächlicher Verantwortung des damaligen Bürgermeisters Karl Schimmeyer, den Namen Friedensfelde. Dieser Name konnte sich jedoch in der Bevölkerung nicht durchsetzen, außerdem gab es Einwände seitens der Deutschen Reichsbahn. Aus diesem Grund erfolgte bereits im Herbst desselben Jahres eine erneute Umbenennung des Ortes, diesmal von Friedensfelde in Kietz.

### Seit 1990
Nach der deutschen Wiedervereinigung ergab eine Bürgerbefragung, dass eine Rückbenennung in Küstrin-Kietz vorgenommen werden sollte, was am 3. Oktober 1991 erfolgte. Am 31. Dezember 1997 schloss sich der Ort mit Manschnow und Gorgast zur Gemeinde Küstriner Vorland zusammen.
2024 wurden Pläne bekannt, wonach die ehemalige Kaserne auf der Oderinsel in ein Ausreisezentrum für Geflüchtete umgewandelt werden soll. Dafür will das Land Brandenburg im Jahr 2025 Container für die Unterbringung von 250 Geflüchteten aufstellen.

## Politik

### Wappen
| Wappen von Küstrin-Kietz | Blasonierung: „Gespalten von Silber und Blau; vorn ein halber roter Adler am Spalt, hinten ein abgewendeter silberner Karpfen.“ |
| Wappen von Küstrin-Kietz | |

### Flagge
„Die Flagge ist Blau - Weiß (1:1) gestreift und mittig mit dem Gemeindewappen belegt.“

## Kultur und Sehenswürdigkeiten

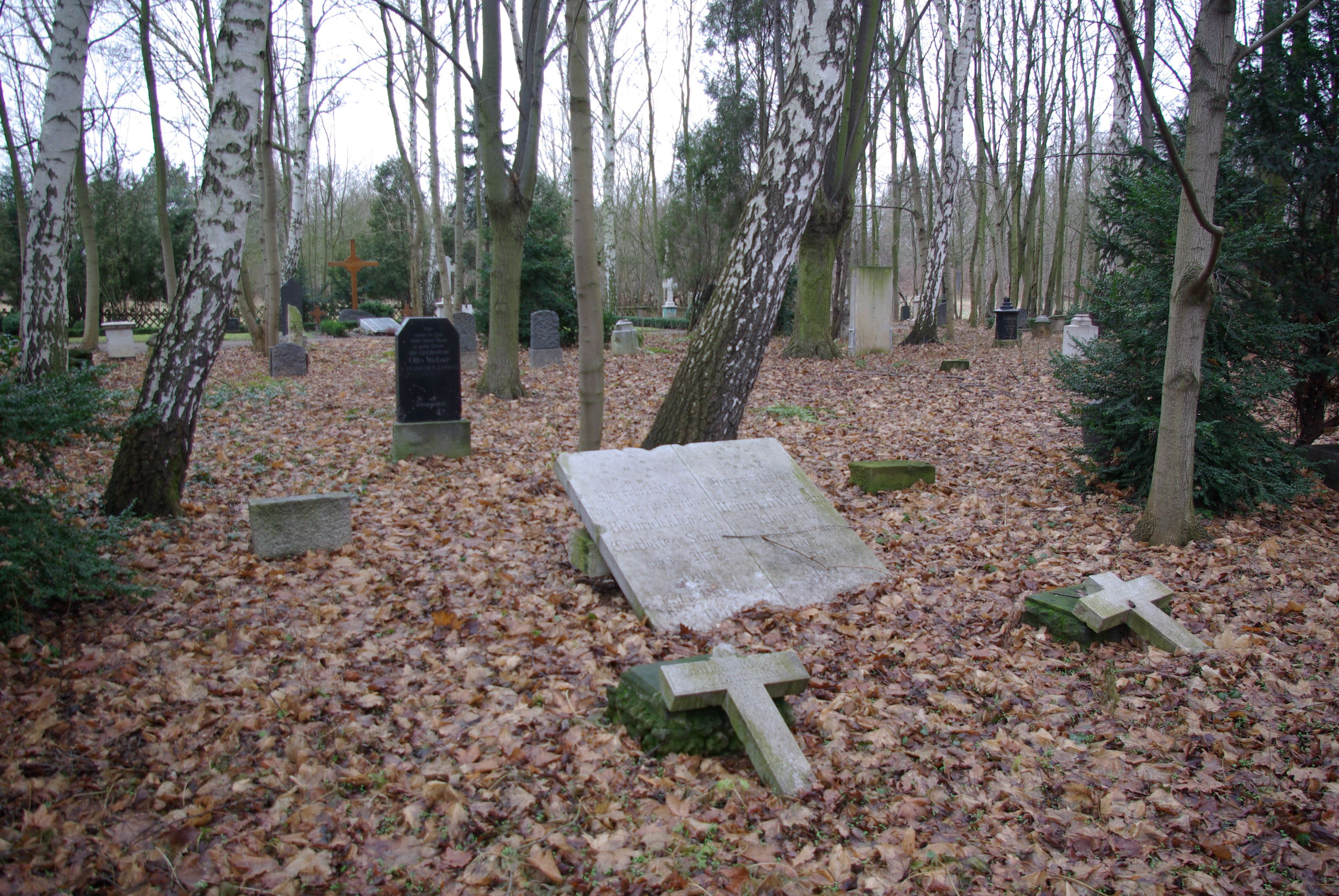
Friedhof

### Bauwerke

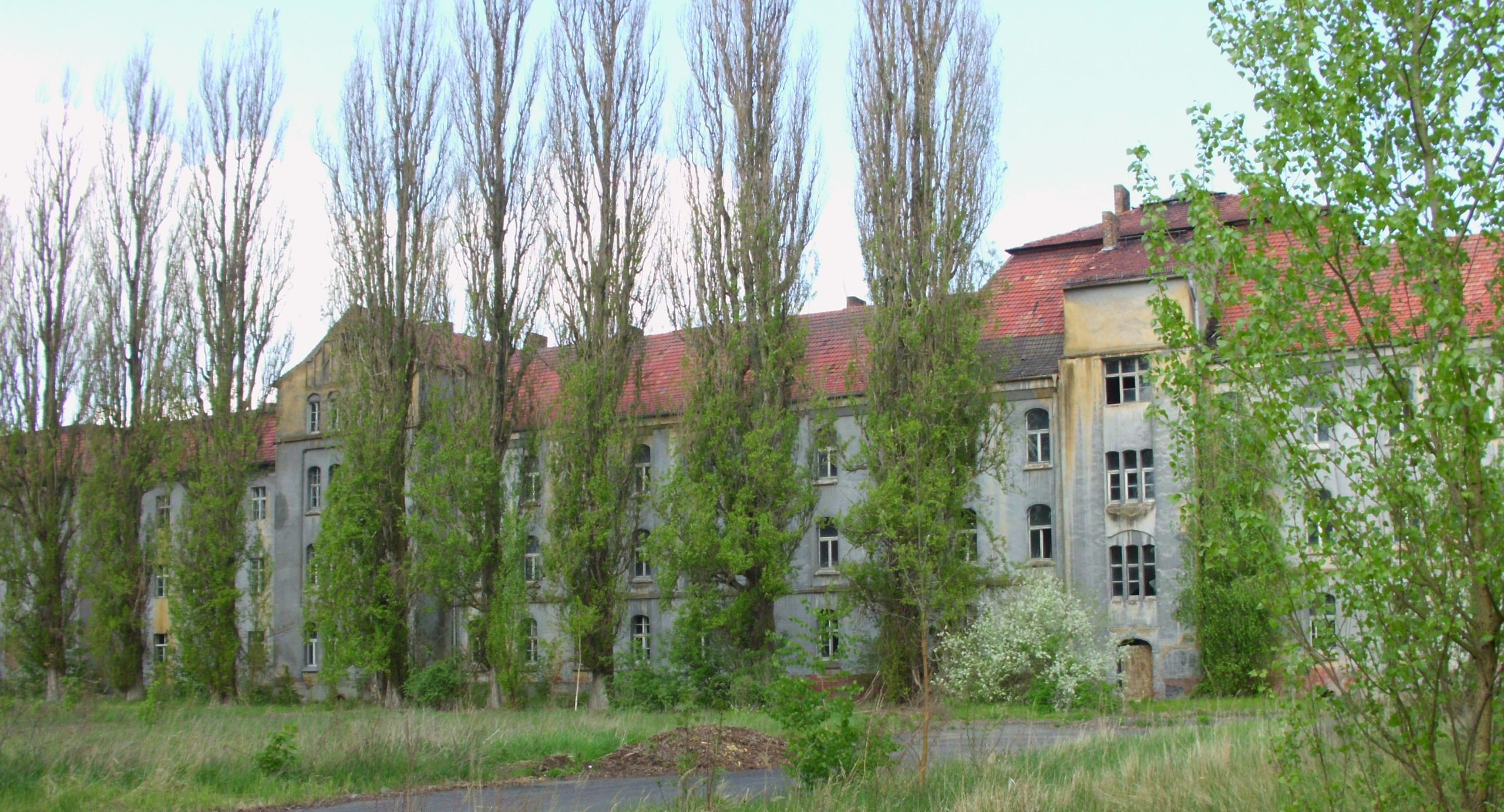
Ehemalige Wehrmachtsartilleriekaserne und sowjetische bzw. russische Kaserne auf der Oderinsel (Zustand 2013)

- Gebäude der ehemaligen Artilleriekaserne auf der bis zum Ende des Zweiten Weltkrieges zu Küstrin-Altstadt gehörenden Oderinsel, letzte Zeugnisse der Küstriner Garnison auf der deutschen Seite Küstrins; seit dem Abzug der sowjetischen Streitkräfte im Jahre 1991 ungenutzt
- Oder-Straßenbrücke
- Kulturhaus in Küstrin-Kietz, multifunktionales Kultur- und Veranstaltungszentrum
- Vogelpark Küstrin-Kietz
- weitere siehe Liste der Baudenkmale in Küstriner Vorland, die sich nach der Denkmalliste des Landes Brandenburgs richtet
- Museum zur Geschichte Küstrins im Kulturhaus Küstrin-Kietz

### Naturdenkmäler
- Naturschutzgebiet Oderinsel Küstrin-Kietz mit einer Größe von rund 213 Hektar[8]
- Friedrichseiche auf dem Terrain der Oderinsel. Diese wurde um 1765 zum Dank für den Wiederaufbau der 1758 zerstörten Stadt Küstrin an den preußischen König Friedrich II. gepflanzt.

## Wirtschaft und Infrastruktur

### Verkehr

#### Straßenverkehr

Oder-Straßenbrücke bei Küstrin-Kietz

Durch den Ort verläuft in west-östlicher Richtung die Bundesstraße 1 (B 1) mit einem Grenzübergang nach Polen. Der Straßengrenzübergang wurde am 21. November 1992 freigegeben, zusammen mit der Instandsetzung der seit dem Ende des Zweiten Weltkriegs wieder nutzbaren Oder-Straßenbrücke. Die Befahrung ist auf Kraftfahrzeuge unter 7,5 t beschränkt. Seit Beginn des 21. Jahrhunderts steht fest, dass ein Brückenneubau unumgänglich ist, wofür ein deutsch-polnisches Regierungsabkommen ausgehandelt werden muss. Die Brücke gehört in den Verantwortungsbereich des polnischen Staates. Zur rechtzeitigen Einbindung der Interessen der Anlieger hat sich die Bürgerinitiative B 1 gegründet. Befürchtet wird ein ungebremster Ausbau ohne die passende Infrastruktur wie Überholstrecken, Park- und Rastplätze für große Transporter. Die Vertreter der Brandenburgischen Landesregierung haben volle Unterstützung für das Anliegen der Bürger zugesagt. Ein Zeitplan für Baumaßnahmen steht noch nicht fest und soll nach dem Abschluss einer Verkehrsprognoseplanung ausgearbeitet werden.
Die B 1 ist die westliche Verlängerung der polnischen Staatsstraße DK 22 und führt 778 km von Küstrin-Kietz über Berlin, Magdeburg, Helmstedt, Dortmund, Essen, Düsseldorf bis nach Aachen.

#### Schienenverkehr

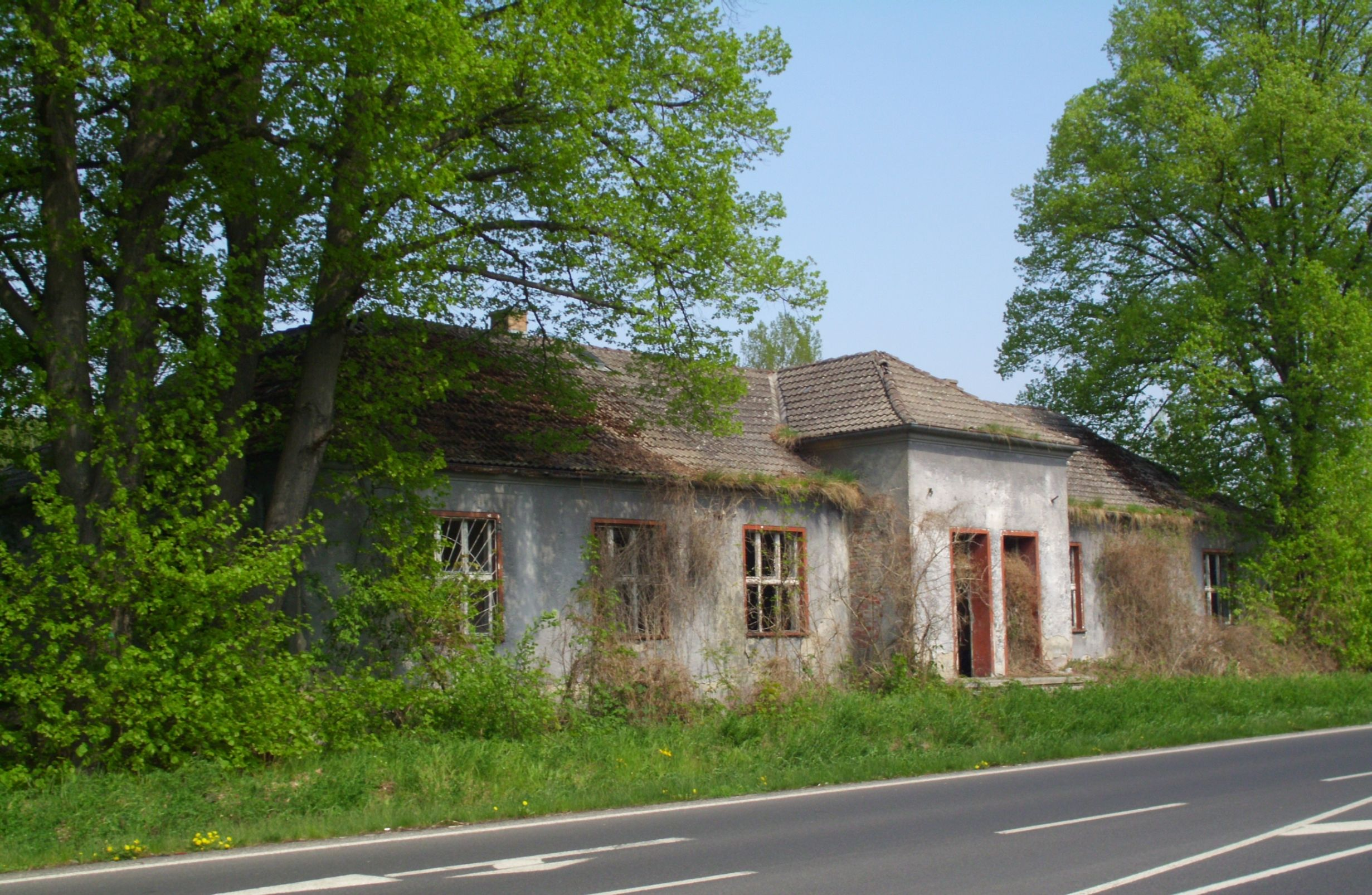
Nicht mehr genutztes Bahnhofsgebäude Küstrin-Altstadt auf der Oderinsel (Zustand 2013)

Die Stadt Küstrin wurde 1857 (damals noch über Frankfurt an der Oder) angebunden an die zeitweise sehr bedeutsame Preußische Ostbahn, die gemäß Fahrplan von 1914 von Berlin kommend über Landsberg an der Warthe, Königsberg, Insterburg, Stallupönen bis nach Sankt Petersburg führte. An dieser Strecke liegen die zu Küstrin-Kietz gehörenden Stationen, der Bahnhof Küstrin-Kietz sowie der stillgelegte Haltepunkt Küstrin-Altstadt auf der Oderinsel. Am 30. Mai 1992 wurde mit der Verlängerung der Bahnlinie Berlin-Lichtenberg–Küstrin-Kietz nach Kostrzyn nad Odrą ein Eisenbahngrenzübergang für den Personenverkehr eröffnet. Bis dahin hatte die Bahnverbindung über die Oder jahrzehntelang lediglich dem Güterverkehr gedient.

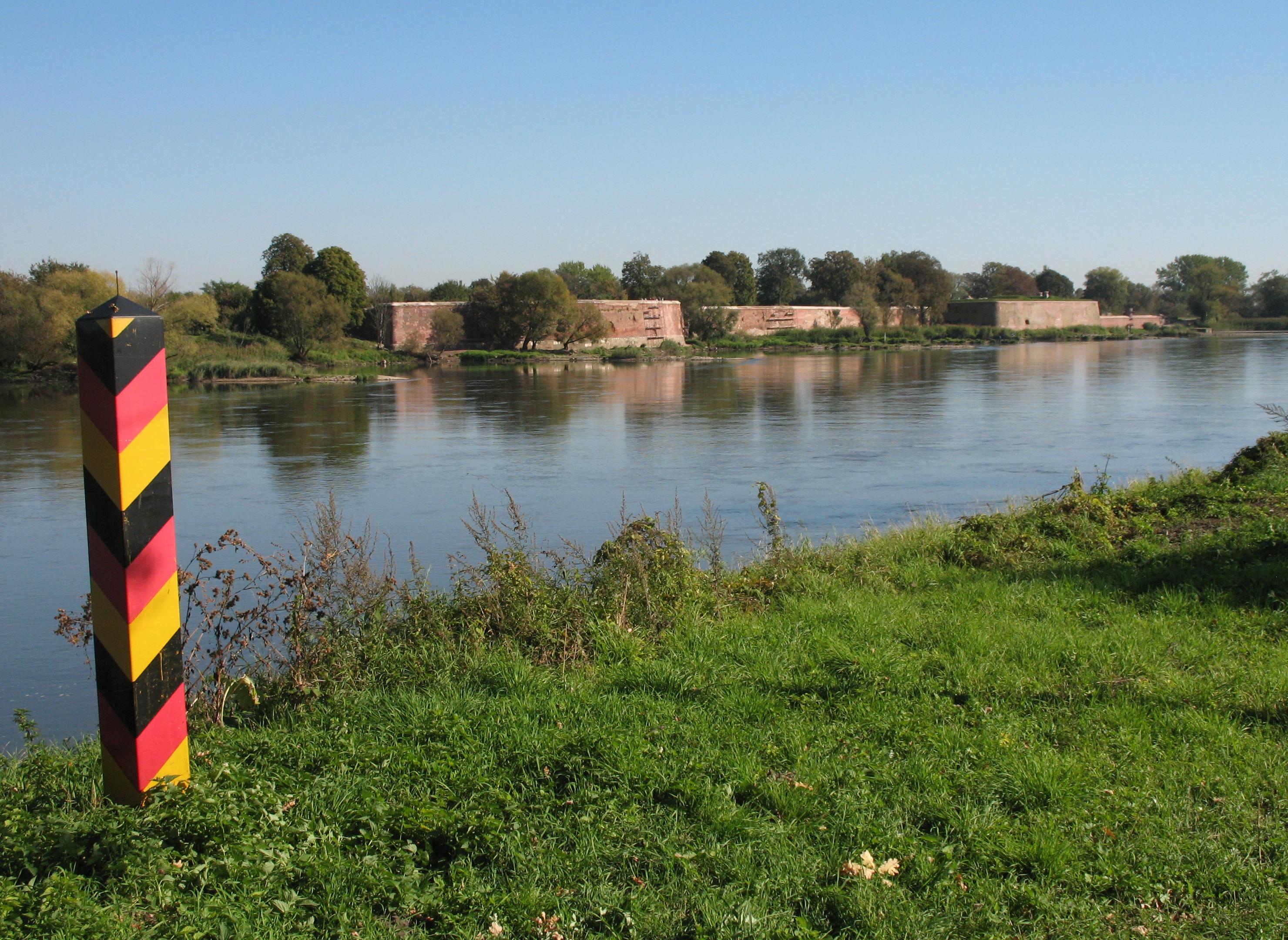
Blick von Küstrin-Kietz über die Oder zur Festung Küstrin

Die Bahnstrecke Küstrin-Kietz–Frankfurt (Oder), Teil der ursprünglichen Strecke der Preußischen Ostbahn, wurde 2000 stillgelegt.
Die Städtische Straßenbahn Küstrin fuhr bis 1937 auch auf das linke Oderufer, zeitweise bis über den Odervorflutkanal.

#### Schifffahrt
Für die Fahrgastschifffahrt auf der Oder existiert in Küstrin-Kietz eine Anlegestelle.

#### Radverkehr
Der Bahnhof Küstrin-Kietz ist Kreuzungspunkt von Oder-Neiße-Radweg und Euroroute R1.

### Wirtschaft
Auf dem Gemeindegebiet befindet sich die einzige Erdölabbaustätte in Brandenburg. Hier fördert das Unternehmen GDF Suez etwa 20.000 Tonnen Erdöl im Jahr. Ansonsten hat der Ortsteil keine nennenswerte Industrie oder Wirtschaft aufzuweisen.